# Cinderellaastrild
Der Cinderellaastrild (Glaucestrilda thomensis, Syn.: Estrilda thomensis) auch Cinderella-Schönbürzel ist eine monotypische Art aus der Familie der Prachtfinken, der in Afrika beheimatet ist. Er wird von BirdLife International wegen starker Lebensraumzerstörung als potentiell gefährdet (near threatened) eingestuft. Der Bestand wird auf weniger als 2.000 Individuen geschätzt.

## Beschreibung
Der Cinderellaastrild erreicht eine Körperlänge von elf Zentimetern. Die Männchen haben einen schwarzen Augenstreif, der ein Stück weit bis hinter das Auge reicht. Der Oberkopf, der Rücken und die Flügeldecken sind blass blaugrau. Die Art ähnelt damit dem Lavendelastrild. Das Kinn, die Kopfseiten und die Kehle sind hell blaugrau. Die Kropfgegend und die Brust sind hell blaugrau und rötlich überhaucht. Die Flanken, die Oberschwanzdecken und der Bürzel sind karmesinrot. Der Rücken zeigt beim Cinderellaastrild einen rötlichen Anflug. Die Schwungfedern sind braungrau und am basalen Teil der Außenfahne schmal blaugrau gesäumt. Die inneren Armschwingen sind dagegen blaugrau. Die Schwanzfedern sind schwarz. Der Schnabel ist schwarz und an der Basis von Ober- und Unterschnabel hell rötlich.
Das Weibchen ähnelt dem Männchen, jedoch fehlt der rötliche Anflug auf dem Rücken und auch die Körperunterseite weist weniger Rot auf. Die Jungvögel ähneln den adulten Vögeln. Ihnen fehlt allerdings der schwarze Augenstreif und der pinkfarbene Anflug auf Brust und Mantel, der für adulte Vögel typisch ist. Die Wangen und das Kinn sind dunkel und kontrastieren nicht mit dem Mantel. Die Flanken sind gefleckt weinrot und grau. Der Schnabel ist dunkler und matter.
Insgesamt erscheint der Cinderellaastrild als eine blassere und etwas zierlichere Version des Schwarzschwanzastrilds. Das Verbreitungsgebiet der beiden Arten überlappt sich jedoch nur im Norden Angolas. Im Westen des südlichen Afrikas ersetzt der Cinderellaastrild diese Art.

## Verbreitung und Lebensweise
Das Verbreitungsgebiet des Cinderellaastrilds ist Westangola und Namibia. Während er in Angola ein Standvogel ist, wandert er in Namibia während der Regenzeit. Sein Lebensraum sind die Ufervegetation größerer Flussläufe sowie Galeriewälder und Akazien- und Mopane-Mischwälder. Er lebt paarweise oder in kleinen Schwärmen von acht, gelegentlich auch 25 bis 30 Individuen. Grundsätzlich sind Cinderellaastrild sehr abhängig von Wasser und kommen entsprechend häufig an Wasserstellen, um dort zu trinken. Die ersten Vögel treffen in der Regel ab 8 Uhr morgens am Wasser ein, die meisten versammeln sich hier zwischen 9 und 11 Uhr, nach 13 Uhr sind dagegen nur wenige zu beobachten, da sie während der größten Tageshitze ruhen. Einzelne Vögel kehren in den späten Nachmittagsstunden bis etwa eine Stunde vor Sonnenuntergang an die Wasserstellen zurück. Cinderellaastrild fressen überwiegend kleine Sämereien, Pflanzenteile und Insekten wie geflügelte Termiten oder Baumläuse.
Das Fortpflanzungsverhalten der Art ist bislang nur wenig erforscht. Nester sind aus dem Freiland bislang nicht bekannt. In Namibia fällt der Brutbeginn aber offenbar in die Monate November bis Dezember. Das Gelege besteht bei in Gefangenschaft gehaltenen Vögeln aus drei bis vier weißen Eiern. Die Brutzeit beträgt 12 bis 14 Tage. Die Nestlinge werden von beiden Eltern gefüttert.

## Haltung
Cinderellaastrild sind in den 1960er Jahren einige Male nach Europa eingeführt worden. Die Erstzucht gelang 1969. Bei den wenigen Cinderellaastrilden, die bislang in Gefangenschaft nachgezüchtet wurden, konnte man einen starken Bautrieb beobachten. Auf dem massiven Nest wurde ein Hahnennest errichtet, in dem das Männchen tagsüber ruht. Die Brutzeit betrug etwa vierzehn Tage.

## Belege

### Einzelbelege
1. ↑  Cinderella Waxbill (Estrilda thomensis) - BirdLife species factsheet. Birdlife.org, abgerufen am 18. Juni 2010 (englisch).
2. ↑   Fry et al., S. 291
3. ↑   Clement et al., S. 367 und S. 368
4. 1 2   Nicolai et al., S. 221
5. ↑   Fry et al., S. 291
6. ↑   Fry et al., S. 292
7. ↑   Nicolai et al., S. 221–223